# Axel Danielsson
Axel Danielsson (ur. 15 grudnia 1863, Värmland; zm. 30 grudnia 1899, Elsterberg, Niemcy) – szwedzki socjalistyczny polityk, dziennikarz i pisarz. Przywódca wczesnej szwedzkiej Partii Socjaldemokratycznej. W 1886 roku Danielsson przełożył na język szwedzki „Manifest Komunistyczny” Karola Marksa.
Danielsson został oskarżony o bluźnierstwo za kontrowersyjny artykuł opublikowany w „Social-Demokraten” Hjalmara Brantinga: proces sądowy zakończył się skazaniem obu mężczyzn. Uwięziony w 1888 roku Danielsson tworzył podczas odsiadywania kary tekst na temat teorii wartości pracy. W czasie pobytu w więzieniu jego pracą zarządzała narzeczona, Elma Danielsson.